# Horní Újezd (Přerovi járás)
Horní Újezd település Csehországban, Přerovi járásban. Horní Újezd Loukov, Vítonice, Osíčko, Všechovice, Provodovice és Býškovice településekkel határos. Lakosainak száma 426 fő (2024. január 1.).

## Népesség
A település lakosságának változását az alábbi diagram mutatja:
| Lakosok száma | 534  | 572  | 565  | 562  | 557  | 441  | 430  | 416  | 426  | 426  |
|               | 1869 | 1890 | 1921 | 1950 | 1980 | 2001 | 2017 | 2019 | 2022 | 2024 |